# John Lindsey
Ne pas confondre avec John Lindsay.
John William Lindsey (né le 30 janvier 1977 à Hattiesburg, Mississippi, aux États-Unis) est un joueur de premier but au baseball. En 2010, il débute en Ligue majeure de baseball avec les Dodgers de Los Angeles pour devenir le joueur ayant disputé son premier match au plus haut niveau après le plus grand nombre d'années, soit 16, dans les ligues mineures. En 2014, Lindsey est sous contrat avec les Tigers de Détroit.

## Carrière
John Lindsey signe son premier contrat professionnel avec la franchise des Rockies du Colorado, qui le sélectionne au 13e rang du draft du 1er juin 1995. Le parcours de Lindsey vers les Ligues majeures est long et l'amène à jouer en ligues mineures pour plusieurs équipes entre 1995 et 2010. Libéré par les Rockies en 2001 sans avoir eu la chance d'évoluer pour eux dans les majeures, il passe successivement par les organisations des Mariners de Seattle, des Cardinals de Saint-Louis et des Marlins de la Floride avant d'aboutir chez les Dodgers de Los Angeles en décembre 2009. Les Dodgers l'avaient d'ailleurs mis sous contrat en 2007, avant de le laisser filer pour la franchise floridienne l'année suivante. 
Avant de disputer sa première partie dans les majeures le 8 septembre 2010, Lindsey dispute 1514 parties de ligue mineure en 16 saisons avec des formations affiliées à un club de la MLB, auxquelles s'ajoutent 57 parties en 2006 et 2007 pour les Jackals du New Jersey, un club de baseball indépendant de la Ligue Can-Am.
Lindsey est frappeur suppléant pour les Dodgers à son premier match, à San Diego mais est retiré après deux lancers et remplacé par un autre frappeur suppléant, Andre Ethier. Il réussit son premier coup sûr dans les grandes ligues le 12 septembre à Houston, contre le lanceur des Astros Nelson Figueroa. Lindsay entre en jeu dans 11 parties des Dodgers en fin de saison 2010 et récolte un coup sûr en 13 passages au bâton. Presque uniquement utilisé comme frappeur suppléant, il fait deux apparitions sur le terrain au poste de premier but.
Âgé de 33 ans lors de ses débuts avec Los Angeles, Lindsey était jusque-là le joueur comptant le plus de saisons d'expérience (16) dans les mineures avant de jouer un match avec un club des majeures. Quatre jours avant lui, Max Saint-Pierre avait joué sa première partie dans la MLB après 14 saisons dans les mineures.
De retour dans les mineures, il joue pour un club-école des Dodgers en 2011 puis un des Tigers de Détroit en 2012. En 2013, Lindsey joue pour un club affilié aux Tigers mais aussi pour les Jackals du New Jersey, une équipe indépendante faisant partie de la Ligue Can-Am, et les Piratas de Campeche de la Ligue mexicaine de baseball.

## Statistiques
| Saison | Équipe     | G  | AB | R | H | 2B | 3B | HR | RBI | SB | BA   |
| ------ | ---------- | -- | -- | - | - | -- | -- | -- | --- | -- | ---- |
| 2010   | LA Dodgers | 11 | 12 | 0 | 1 | 0  | 0  | 0  | 0   | 0  | .083 |
| Totaux | Totaux     | 11 | 12 | 0 | 1 | 0  | 0  | 0  | 0   | 0  | .083 |

Note : G = Matches joués ; AB = Passages au bâton; R = Points ; H = Coups sûrs ; 2B = Doubles ; 3B = Triples ; 
HR = Coup de circuit ; RBI = Points produits ; SB = Buts volés ; BA = Moyenne au bâton.